# Kelly-Ann Baptiste
Kelly-Ann Baptiste, född 14 oktober 1986, är en trinidadisk friidrottare som tävlar i kortdistanslöpning. 

## Karriär
Vid OS i Tokyo i augusti 2021 tävlade Baptiste i sitt femte olympiska spel, vilket innebar ett delat rekord över flest olympiska spel av en idrottare från Trinidad och Tobago tillsammans med simmaren George Bovell. Hon tävlade i damernas 100 meter, men blev utslagen i försöksheatet. Baptiste var även en del av Trinidad och Tobagos lag som blev utslagna i försöksheatet på stafetten 4×100 meter.